# Coppa Italia 2021-2022 (calcio femminile)
L'edizione 2021-2022, denominata a partire dai quarti di finale Coppa Italia Socios.com 2021-2022 per ragioni di sponsorizzazione, è la cinquantesima della storia della Coppa Italia di calcio femminile. La competizione è iniziata il 4 settembre 2021 e si è conclusa il 22 maggio 2022. Il torneo è stato vinto dalla Juventus per la seconda volta nella sua storia, battendo in finale la Roma.

## Squadre partecipanti
Partecipano alla competizione 26 squadre: le 12 di Serie A e le 14 di Serie B.

### Serie A
- Empoli
- Fiorentina
- Inter
- Juventus
- Lazio
- Milan
- Napoli
- Pomigliano
- Roma
- Sampdoria
- Sassuolo
- Verona

### Serie B
- Brescia
- Cesena[6]
- ChievoVerona FM
- Cittadella
- Como
- Cortefranca
- Palermo
- Pink Sport Time
- Pro Sesto
- Ravenna
- Roma CF
- San Marino
- Tavagnacco
- Torres

## Date
| Fase               | Turno              | Data                                      |                                           |
| ------------------ | ------------------ | ----------------------------------------- | ----------------------------------------- |
| Turno preliminare  | 4-5 settembre 2021 | 4-5 settembre 2021                        |                                           |
| Gironi eliminatori | 1ª giornata        | 17 ottobre 2021                           | 17 ottobre 2021                           |
| Gironi eliminatori | 2ª giornata        | 20 novembre 2021                          | 20 novembre 2021                          |
| Gironi eliminatori | 3ª giornata        | 19 dicembre 2021                          | 19 dicembre 2021                          |
| Fase finale        | Quarti di finale   | 29-30 gennaio 2022 12-13 febbraio 2022    | 29-30 gennaio 2022 12-13 febbraio 2022    |
| Fase finale        | Semifinali         | 12-13 marzo 2022 30 aprile/1º maggio 2022 | 12-13 marzo 2022 30 aprile/1º maggio 2022 |
| Fase finale        | Finale             | 22 maggio 2022                            | 22 maggio 2022                            |

## Formula
Alla competizione prendono parte le 12 squadre partecipanti alla Serie A e le 14 squadre partecipanti alla Serie B. La competizione si articola su cinque fasi. La prima fase è un turno preliminare che coinvolge le ultime quattro squadre della graduatoria, la seconda è caratterizzata dai gironi eliminatori ai quali prendono parte le due vincitrici del turno preliminare e le 22 squadre rimanenti: le compagini sono suddivise in otto gironi da tre squadre ciascuno. Nei gironi si giocano gare di sola andata, e vengono ammesse ai quarti di finale solamente le otto vincitrici dei gironi. A partire dalla seconda fase, i quarti di finale si disputano su gare di andata e ritorno, come le semifinali, mentre la finale si disputa su gara unica in campo neutro.

## Turno preliminare
Al turno preliminare hanno preso parte le ultime quattro squadre della graduatoria, ossia le quattro neopromosse in Serie B: Cortefranca, Torres, Palermo e Pro Sesto.
| Squadra 1 | Risultato | Squadra 2   |
| --------- | --------- | ----------- |
| Palermo   | 0 - 1     | Torres      |
| Pro Sesto | 2 - 0     | Cortefranca |

| Arbitro: | Viapiana (Catanzaro) |

|  |           |               |
|  | Marcatori | 50’ Scarpelli |

| Arbitro: | Teghille (Collegno) |

|                          |           |  |
| Marasco 33’ Possenti 50’ | Marcatori |  |

## Gironi eliminatori
Il sorteggio per determinare la composizione dei gironi eliminatori si è tenuto il 10 settembre 2021, al quale è seguita la programmazione delle gare.

### Triangolare 1

#### Classifica
| Pos. | Squadra    | Pt | G | V | N | P | GF | GS | DR |
| ---- | ---------- | -- | - | - | - | - | -- | -- | -- |
| 1.   | Milan      | 6  | 2 | 2 | 0 | 0 | 5  | 0  | +5 |
| 2.   | Verona     | 3  | 2 | 1 | 0 | 1 | 4  | 4  | 0  |
| 3.   | Cittadella | 0  | 2 | 0 | 0 | 2 | 1  | 6  | -5 |

#### Risultati
| Arbitro: | Fichera (Milano) |

|                      |           |                                               |
| Lattanzio 41’ (rig.) | Marcatori | 10’ Ambrosi 47’ Rognoni 62’ Errico 83’ Cedeño |

| Arbitro: | Kovacevic (Arco Riva) |

|  |           |                              |
|  | Marcatori | 42’ Stapelfeldt 61’ Giacinti |

| Arbitro: | Muccignato (Pordenone) |

|  |           |                          |
|  | Marcatori | 29’, 47’ Thomas 50’ Jane |

### Triangolare 2
Poiché le tre squadre hanno concluso a pari punti, pari reti segnate e subite, la squadra che ha guadagnato il passaggio del turno è stata decisa tramite un sorteggio tenuto il 23 dicembre 2021 L'esito del sorteggio ha decretato il passaggio del turno dell'Empoli. 

#### Classifica
| Pos. | Squadra         | Pt | G | V | N | P | GF | GS | DR |
| ---- | --------------- | -- | - | - | - | - | -- | -- | -- |
| 1.   | Empoli          | 2  | 2 | 0 | 2 | 0 | 2  | 2  | 0  |
| 1.   | ChievoVerona FM | 2  | 2 | 0 | 2 | 0 | 2  | 2  | 0  |
| 1.   | Napoli          | 2  | 2 | 0 | 2 | 0 | 2  | 2  | 0  |

#### Risultati
| Arbitro: | Foresti (Bergamo) |

|              |           |             |
| Salaorni 56’ | Marcatori | 49’ Goldoni |

| Arbitro: | Marra (Mantova) |

|             |           |                 |
| Marenić 49’ | Marcatori | 10’ (rig.) Knol |

| Arbitro: | Gavini (Aprilia) |

|           |           |             |
| Acuti 35’ | Marcatori | 40’ Cinotti |

### Triangolare 3

#### Classifica
| Pos. | Squadra   | Pt | G | V | N | P | GF | GS | DR |
| ---- | --------- | -- | - | - | - | - | -- | -- | -- |
| 1.   | Sampdoria | 4  | 2 | 1 | 1 | 0 | 4  | 1  | +3 |
| 2.   | Torres    | 4  | 2 | 1 | 1 | 0 | 2  | 1  | +1 |
| 3.   | Ravenna   | 0  | 2 | 0 | 0 | 2 | 0  | 4  | -4 |

#### Risultati
| Arbitro: | Manis (Oristano) |

|             |           |  |
| Iannazzo 5’ | Marcatori |  |

| Arbitro: | Peletti (Crema) |

|               |           |          |
| Accornero 21’ | Marcatori | 82’ Carp |

| Arbitro: | Boiani (Pesaro) |

|  |           |                             |
|  | Marcatori | 38’, 49’ Tarenzi 73’ Rincón |

### Triangolare 4

#### Classifica
| Pos. | Squadra    | Pt | G | V | N | P | GF | GS | DR |
| ---- | ---------- | -- | - | - | - | - | -- | -- | -- |
| 1.   | Inter      | 6  | 2 | 2 | 0 | 0 | 9  | 0  | +9 |
| 2.   | San Marino | 3  | 2 | 1 | 0 | 1 | 1  | 3  | -2 |
| 3.   | Pro Sesto  | 0  | 2 | 0 | 0 | 2 | 0  | 7  | -7 |

#### Risultati
| Arbitro: | Bortolussi (Nichelino) |

|  |           |                     |
|  | Marcatori | 38’ (rig.) Barbieri |

| Arbitro: | Campazzo (Genova) |

|  |           |                                                                     |
|  | Marcatori | 4’, 57’ Brustia 16’ Karchouni 58’ Landström 65’ Marinelli 76’ Santi |

| Arbitro: | Grieco (Ascoli Piceno) |

|  |           |                              |
|  | Marcatori | 31’, 58’ Bonetti 90+3’ Polli |

### Triangolare 5

#### Classifica
| Pos. | Squadra         | Pt | G | V | N | P | GF | GS | DR  |
| ---- | --------------- | -- | - | - | - | - | -- | -- | --- |
| 1.   | Juventus        | 6  | 2 | 2 | 0 | 0 | 12 | 2  | +10 |
| 2.   | Pink Sport Time | 3  | 2 | 1 | 0 | 1 | 4  | 6  | -2  |
| 3.   | Roma CF         | 0  | 2 | 0 | 0 | 2 | 3  | 11 | -8  |

#### Risultati
| Arbitro: | Cardella (Torre del Greco) |

|                         |           |                                    |
| Silvi 10’ Orlando 90+7’ | Marcatori | 17’, 31’ Spyridonidou 39’ Fedotova |

| Arbitro: | Eremitaggio (Ancona) |

|              |           |                                                                       |
| Badawiya 57’ | Marcatori | 17’, 23’ Caruso 18’, 69’ Hurtig 20’ Bonfantini 43’, 46’, 49’ Stašková |

| Arbitro: | Manzo (Torre Annunziata) |

|              |           |                                           |
| Fedotova 68’ | Marcatori | 17’, 72’ Bonfantini 46’ Nildén 50’ Caruso |

### Triangolare 6

#### Classifica
| Pos. | Squadra    | Pt | G | V | N | P | GF | GS | DR |
| ---- | ---------- | -- | - | - | - | - | -- | -- | -- |
| 1.   | Fiorentina | 6  | 2 | 2 | 0 | 0 | 3  | 0  | +3 |
| 2.   | Lazio      | 1  | 2 | 0 | 1 | 1 | 1  | 2  | -1 |
| 3.   | Brescia    | 1  | 2 | 0 | 1 | 1 | 1  | 3  | -2 |

#### Risultati
| Arbitro: | Lipizer (Verona) |

|              |           |                     |
| L. Merli 36’ | Marcatori | 90+3’ (rig.) Martín |

| Arbitro: | Bortolussi (Nichelino) |

|  |           |                           |
|  | Marcatori | 76’ Piemonte 90’ Sabatino |

| Arbitro: | Castellone (Napoli) |

|  |           |                     |
|  | Marcatori | 80’ (rig.) Sabatino |

### Triangolare 7

#### Classifica
| Pos. | Squadra  | Pt | G | V | N | P | GF | GS | DR |
| ---- | -------- | -- | - | - | - | - | -- | -- | -- |
| 1.   | Como     | 4  | 2 | 1 | 1 | 0 | 4  | 1  | +3 |
| 2.   | Sassuolo | 4  | 2 | 1 | 1 | 0 | 3  | 1  | +2 |
| 3.   | Cesena   | 0  | 2 | 0 | 0 | 2 | 0  | 5  | -5 |

#### Risultati
| Arbitro: | Eremitaggio (Ancona) |

|  |           |                                      |
|  | Marcatori | 14’ Di Luzio 41’ Hilaj 49’ Kubassova |

| Arbitro: | Albano (Venezia) |

|  |           |                         |
|  | Marcatori | 43’ Dubcová 78’ Mihashi |

| Arbitro: | Tona Mbei (Cuneo) |

|              |           |             |
| Di Luzio 70’ | Marcatori | 15’ Cantore |

### Triangolare 8

#### Classifica
| Pos. | Squadra    | Pt | G | V | N | P | GF | GS | DR |
| ---- | ---------- | -- | - | - | - | - | -- | -- | -- |
| 1.   | Roma       | 6  | 2 | 2 | 0 | 0 | 8  | 1  | +7 |
| 2.   | Pomigliano | 3  | 2 | 1 | 0 | 1 | 4  | 4  | 0  |
| 3.   | Tavagnacco | 0  | 2 | 0 | 0 | 2 | 1  | 8  | -7 |

#### Risultati
| Arbitro: | Duzel (Castelfranco Veneto) |

|               |           |                               |
| Abouziane 70’ | Marcatori | 45’, 87’ Banusic 85’ Ferrandi |

| Arbitro: | Di Renzo (Bolzano) |

|  |           |                                                                 |
|  | Marcatori | 11’ Lázaro 36’ Ciccotti 76’ Giugliano 78’ Pirone 90+2’ Andressa |

| Arbitro: | Acquafredda (Molfetta) |

|         |           |                                      |
| Cox 58’ | Marcatori | 26’ Ciccotti 79’ Bernauer 90’ Pirone |

## Quarti di finale
Ai quarti di finale hanno avuto accesso le 8 vincitrici dei gironi eliminatori. Si svolgono ad eliminazione diretta in gare di andata e ritorno. Il sorteggio per la definizione degli accoppiamenti si è tenuto il 23 dicembre 2021.
| Squadra 1 | Totale      | Squadra 2  | Andata | Ritorno |
| --------- | ----------- | ---------- | ------ | ------- |
| Como      | 1 - 5       | Roma       | 0 - 3  | 1 - 2   |
| Empoli    | 2 - 2 (gfc) | Fiorentina | 0 - 0  | 2 - 2   |
| Sampdoria | 2 - 8       | Milan      | 1 - 4  | 1 - 4   |
| Inter     | 1 - 2       | Juventus   | 1 - 1  | 0 - 1   |

### Andata
| Arbitro: | Vergaro (Bari) |

|  |           |                           |
|  | Marcatori | 43’, 88’ Lázaro 56’ Haavi |

| Sesto Fiorentino 29 gennaio 2022, ore 12:30 UTC+1 | Empoli             | 0 – 0 referto | Fiorentina | Stadio Pietro Torrini\| Arbitro: \| De Angeli (Milano) \| |
| Arbitro:                                          | De Angeli (Milano) |               |            |                                                           |

| Arbitro: | Gemelli (Messina) |

|                   |           |                                                         |
| Rincón 12’ (rig.) | Marcatori | 5’ Guagni 33’ Piemonte 61’ (rig.) Thomas 90+2’ Grimshaw |

| Arbitro: | Saia (Palermo) |

|            |           |               |
| Nchout 72’ | Marcatori | 90+3’ Boattin |

### Ritorno
| Arbitro: | Bitonti (Bologna) |

|                          |           |                       |
| Sabatino 33’ (rig.), 73’ | Marcatori | 14’ Nocchi 23’ Dompig |

| Arbitro: | Giaccaglia (Jesi) |

|                                         |           |              |
| Longo 2’, 76’ Adami 28’ Stapelfeldt 46’ | Marcatori | 64’ Helmvall |

| Arbitro: | Di Cairano (Ariano Irpino) |

|                      |           |              |
| Haavi 20’ Pirone 28’ | Marcatori | 6’ Kubassova |

| Arbitro: | Marini (Trieste) |

|              |           |  |
| Bonansea 14’ | Marcatori |  |

## Semifinali
Alle semifinali accedono le 4 vincitrici dei quarti di finale. Si svolgono ad eliminazione diretta in gare di andata e ritorno.
| Squadra 1 | Totale | Squadra 2 | Andata | Ritorno |
| --------- | ------ | --------- | ------ | ------- |
| Empoli    | 0 - 3  | Roma      | 0 - 1  | 0 - 2   |
| Milan     | 4 - 11 | Juventus  | 1 - 6  | 3 - 5   |

### Andata
| Arbitro: | Bitonti (Bologna) |

|              |           |                                                            |
| Thomas 90+3’ | Marcatori | 9’, 62’ Girelli 31’ Nildén 84’ Rosucci 88’, 90’ Bonfantini |

| Arbitro: | Monaldi (Macerata) |

|  |           |               |
|  | Marcatori | 60’ Giugliano |

### Ritorno
| Arbitro: | Scatena (Avezzano) |

|                        |           |  |
| Soffia 25’ Bartoli 80’ | Marcatori |  |

| Arbitro: | Delrio (Reggio Emilia) |

|                                                              |           |                                |
| Stašková 51’, 68’ Bonansea 78’ Caruso 81’ (rig.) Boattin 87’ | Marcatori | 9’ Thomas 49’, 57’ Bergamaschi |

## Finale
| Arbitro: | Ferrieri Caputi (Livorno) |

|                             |           |                  |
| Girelli 80’ (rig.) Gama 84’ | Marcatori | 23’ (rig.) Alves |

## Statistiche

### Classifica marcatrici
| Gol | Rigori |  | Giocatore              | Squadra                   |
| --- | ------ |  | ---------------------- | ------------------------- |
| 5   |        |  | Agnese Bonfantini      | Juventus                  |
| 5   |        |  | Andrea Stašková        | Juventus                  |
| 5   |        |  | Lindsey Thomas         | Milan                     |
| 4   | 1      |  | Arianna Caruso         | Juventus                  |
| 4   | 1      |  | Daniela Sabatino       | Fiorentina                |
| 3   |        |  | Paloma Lázaro          | Roma                      |
| 3   |        |  | Valeria Pirone         | Roma                      |
| 3   | 1      |  | Cristiana Girelli      | Juventus                  |
| 2   |        |  | Marija Banusic         | Pomigliano                |
| 2   |        |  | Andressa Alves         | Roma                      |
| 2   |        |  | Valentina Bergamaschi  | Milan                     |
| 2   |        |  | Lisa Boattin           | Juventus                  |
| 2   |        |  | Barbara Bonansea       | Juventus                  |
| 2   |        |  | Martina Brustia        | Inter                     |
| 2   |        |  | Claudia Ciccotti       | Roma                      |
| 2   |        |  | Greta Di Luzio         | Como                      |
| 2   |        |  | Renāte Fedotova        | Pink Sport Time           |
| 2   |        |  | Manuela Giugliano      | Roma                      |
| 2   |        |  | Emilie Haavi           | Roma                      |
| 2   |        |  | Lina Hurtig            | Juventus                  |
| 2   |        |  | Vlada Kubassova        | Como                      |
| 2   |        |  | Miriam Longo           | Milan                     |
| 2   |        |  | Amanda Nildén          | Juventus                  |
| 2   |        |  | Martina Piemonte       | Fiorentina (1), Milan (1) |
| 2   |        |  | Anastasia Spyridonidou | Pink Sport Time           |
| 2   |        |  | Nina Stapelfeldt       | Milan                     |
| 2   |        |  | Stefania Tarenzi       | Sampdoria                 |
| 2   | 1      |  | Yoreli Rincón          | Sampdoria                 |